# Matebeleng
Matebeleng est une ville du Botswana.